# 신도 (사상가)
신도(愼到, 기원전 395년 - 기원전 315년)은 중국의 철학자였다. 그는 조나라 출신으로 제나라의 직하학궁(稷下學宮)에서 봉사하였다. 그의 42편의 수필 중 현재 전하는 것은 모두 7편이며, 한비자와 장자의 기록으로부터 알려져 있다.
신도 철학의 가장 큰 특징은 도교와 법가의 합성을 대표한다는 사실이다. 그들 두 학파는 상반되는 듯하게 보이지만 비윤리적인 폭력을 본질로 보는 견해를 공유한다.